# Зигмунд Николаус фон Ауершперг
Зигмунд Николаус фон Ауершперг (на немски: Siegmund Nikolaus Freiherr von Auersperg; * 1522; † 19 март 1581 или 1591) е австрийски благородник, фрайхер от фамилията Ауершперг.

## Живот
Той е петият син (от 12 деца) на Зигмунд фон Ауершперг († 1541) и съпругата му фрайин Сабина фон Раубер († 1540), дъщеря на фрйхер Леонхард фон Раубер (* ок. 1465) и Кибургис фон Благай (* ок. 1466). Внук е на Фолкхарт VII фон Ауершперг (1443 – 1508) и Маргарета фон Волфщайн († 1510). Правнук е на агресивния Енгелхард I фон Ауершперг (1404 – 1466) и Схоластика фон Кьонигсберг († 1466). Прадядо му Енгелхард I фон Ауершперг помага на император Фридрих III и той му дава 1463 г. титлата маршал, и 1455 г. го прави главен кемерер в Каринтия и Виндише Марк.
Фамилията Ауершперг купува през 1492 г. замък Пургщал на река Ерлауф, Долна Австрия и го престроява на ренесансов дворец. През 1568 г. дворецът се дели между католическия и протестантския клон на собствениците. Северната част е на католическия фамилен клон, който веднага се нарича „Нойшлос“, а южната част на протестантския фамилен клон се нарича „Алтшлос“.
Внукът му Карл Вайкхард фон Ауершперг е издигнат на граф на 15 юли 1673 г.

## Фамилия
Първи брак: през 1544 г. за фрайин София фон Фолкенсторф (* 1520, Вайсенберг; † 15 май 1570), дъщеря на фрайхер Волфганг фон Фолкенсторф (* ок. 1495) и Аполония фон Екартзау (* ок. 1496). Те имат 10 деца:
- Волфганг Зигмунд фон Ауершперг (* 1543/1545, Нойшлос Пургщал; † 18 ноември 1598), фрайхер, женен на 20 април 1578 г. за Фелицитас фон Виндиш-Грец (1560 – 1615), внучка на Зигфрид фон Виндиш-Грец (1485 – 1541), дъщеря на фрайхер Якоб II фон Виндиш-Грец (1524 – 1577) и Анна Мария фон Велц († 1564)
- Аполония (* 1546)
- Зигфрид (1547 – 1571), убит в дуел с хърватски благородник (Йоханес Ауершперг)
- Йохан (1549 – 1609), женен 1582 г. за Амалия фон Нойдег († 1605)
- Давид (*1550; † млад)
- Мария (* 1552; † 20 февруари 1594), омъжена на 18 януари 1569 г. за Йохан Бернхард фон Траун (* 1546; † пр. 12 юли 1580)
- Анна (* 1555; † млада)
- Мелхиор (* 1555; † млад)
- Енгелбурга (1556 – 1603), омъжена 1572 г. за фрайхер Георг-Волфганг фон Танберг († 1582)
- Георг Еренрайх (1557 – 1557)

Втори брак: през 1573 г. за Сидония Шефер фон и цу Фрайлинг. Те инмат три деца:
- Анна Мария (1575 – 1596)
- Георг Еренрайх (1578 – 1591)
- Йохана (1579 – 1579)